# 枫 (电影)
《枫》，张一执导1980年中国电影，根据郑义所著同名短篇小说改编而来。

## 剧情
1966年，文化大革命爆发，学生情侣李红钢和卢丹枫加入造反派组织成为红卫兵。造反组织在次年夺权运动中分裂为“红旗”派和“井冈山派”，李红钢是红旗司令部的作战部长，卢丹枫则是井冈山兵团文攻武卫广播站的广播员。两派互指对方是被走资派利用的反动派，展开了激烈的武斗。
王老师前往井冈山派在西山六中的据点探查情况，被卢丹枫等人捉住。卢丹枫发现他曾是自己的美术老师，便将其释放，并托他带去一封信，劝说李红钢早日回到毛主席革命路线上来。当晚红旗派向六中发起总攻，最后红旗派占领大楼，李红钢劝卢丹枫投降，绝望的卢丹枫举井冈山派的战旗跳楼自杀。两三年后，井冈山派重新掌权，李红钢被污蔑枪逼卢丹枫跳楼，被判现行反革命杀人犯，处以死刑。

## 演员
| - 徐枫 饰 卢丹枫 - 王尔利 饰 李红钢 - 凃中如 饰 王老师 - 夏楠 饰 小兔子 - 马功伟 饰 曹新华 - 牛千 饰 赵师傅 | - 刘京梨 饰 孙猴子 - 高成生 饰 小马 - 贺小书 饰 兔子妈 - 鲜梅 饰 赵妻 - 刘璐 饰 兰兰 - 曾涛 饰 幺妹 |

## 外部連結
- 互联网电影数据库（IMDb）上《楓》的资料（英文）